# Jüdischer Friedhof Glehn

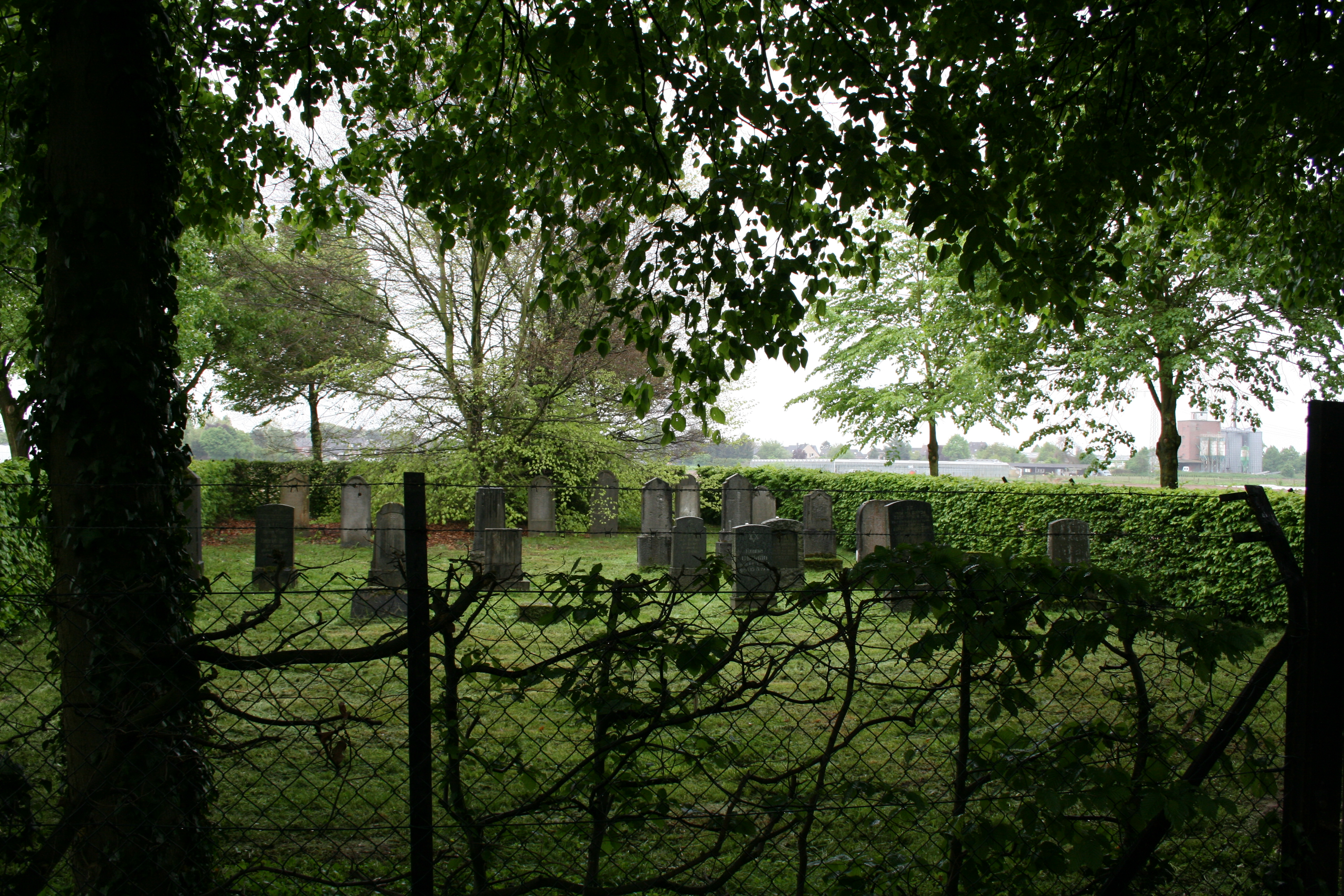
Blick auf den Friedhof von Norden

Der Jüdische Friedhof Glehn liegt etwas abseits 
der Bendstraße im Korschenbroicher Stadtteil Glehn in Nordrhein-Westfalen.

## Geschichte
Glehn war eine Filialgemeinde der Synagogengemeinde Neuss, an die sie 1932 angeschlossen wurde. Die Größe der Gemeinde belief sich 1806 auf 37, 1828 auf 45, 1885 auf 66 und im Jahr 1935 auf 35 Mitglieder. Eine Synagoge bestand seit etwa 1716. 1879 wurde ein Neubau eingeweiht, der während der Novemberpogrome 1938 verwüstet wurde und nach dem Verkauf des Gebäudes in den 1950er Jahren zu Wohnzwecken umgebaut wurde.
Der erste, vor 1861 genutzte Friedhof der Glehner Juden befand sich in der Ortschaft Liedberg (in der keine Juden wohnten). Nach 1861 wurde ein zweiter Friedhof in der Bendstraße angelegt, hier sind noch 28 Grabsteine erhalten.